# Reserva natural dels Aiguamolls Lalu
La Reserva Natural Nacional dels Aiguamolls Lalu, també coneguda com a Reserva Natural dels Aiguamolls de Lhasa, protegeix 625 hectàrees de zones humides al centre de la ciutat de Lhasa, la capital de la Regió Autònoma del Tibet al sud-oest de la República Popular de la Xina. Els aiguamolls estan completament envoltats per Lhasa, i constitueixen el parc urbà i els aiguamolls urbans més grans del món
La reserva, creada inicialment el 1994 com a parc urbà per l'alcalde de Lhasa amb el suport del seu consell, es va convertir posteriorment en una reserva a escala regional pel Congrés Popular de la Regió Autònoma del Tibet el 1999, i després es va elevar a l'estatus de protecció nacional el 25 de juliol de 2005. Aquesta reserva també el reconeixement d'importància internacional en virtut del Conveni de Ramsar sobre zones humides.

## Aspectes físics
A una altitud de 3.646 metres sobre el nivell del mar i protegint una àrea de 625 hectàrees, aquestes zones humides són típiques dels aiguamolls de l'altiplà tibetà, formats per dipòsits d'aigua en els quals creixen canyes (Phragmites sp.). La biomassa s'acumula a l'aigua amb el creixement de les ciperàcies i les llenties d'aigua, formant-se amb el temps torba, i amb el temps comencen a créixer herbes i flors com Pedicularis sp. i les gencianes.
Aquests aiguamolls es troben immediatament al nord del Palau de Potala. Estan delimitats per les muntanyes Gangdese a l'est i el riu Lhasa (Kyi Chu) a l'oest.

## Importància biològica
L'extensa zona humida, amb el riu adjacent, ha servit com a hàbitat excel·lent per les aus aquàtiques locals i migratòries. S'hi pot trobar l'ànec canyella, l'oca de l'Índia, la grua collnegra, la gavina del Tíbet, la cigonya blanca, gamba roja comuna, així com ocells com gafarró de Henri, la puput comuna, la ganga del Tibet, diferents alàudids. Entre els mamífers, les espècies són majoritàriament conills, rates i alguna guineu ocasional.
Actualment, la importància biològica de la zona se centra en l'educació amb un centre públic de visitants, amb passarel·les per portar adequadament els visitants als aiguamolls i amb programes educatius periòdics per als escolars.

## Història
L'existència de zones humides tan extenses en aquest lloc va servir probablement per ser un estímul per al creixement original de la ciutat de Lhasa, ja que la humitat que els aiguamolls proporcionaven a l'estreta vall fei que l'aire d'altra banda sec de Lhasa fos més humit que l'altiplà tibetà circumdant.
Històricament, els aiguamolls ocupaven uns 10 km², sent l'àrea de drenatge plana entre la base de les muntanyes Gangdise a l'est de la ciutat de Lhasa i el riu Lhasa (Kyi Chu). Una ribera del nord lleugerament elevada va impedir que l'aigua desguassés directament al riu, i al llarg d'aquesta riba elevada es van construir històricament una sèrie d'estructures, sobretot el palau d'estiu del Dalai Lama i el Norbulingka (parc de les joies). Aquest lloc de retir sagrat té una vegetació especialment rica i arbres inusualment alts a causa del seu millor subministrament d'aigua a causa de les filtracions subterrànies des dels aiguamolls fins al riu.
A mesura que aquesta ciutat es va expandir al segle VII com a centre comercial i religiós, la necessitat d'un espai de terra addicional que primer es va dirigir al sud des del Palau de Potala va començar a enviar sistemàticament la zona dels aiguamolls, especialment amb l'arribada d'equips mecànics que podien fàcilment omplir els aiguamolls i també cavar rases per drenar el sòl humit al riu.
A mesura que la ciutat de Lhasa va començar a créixer de manera espectacular a la dècada de 1980, aquesta regió es va veure inicialment com una terra accessible i, per tant, va començar una ràpida invasió). Però a la dècada de 1990 els costos ambientals a Lhasa estaven augmentant amb una gran quantitat d'escombraries, aigua contaminada i una fàbrica de ciment a l'extrem nord de les zones humides. Es va assenyalar que aquests aiguamolls estaven realitzant una depuració vital d'aigües residuals, (la designació que es feia servir llavors era els "ronyons de Lhasa") i també per la seva captació de pols durant les tempestes de pols, amb una estimació de 5.500 tones de pols capturades anualment. L’aleshores vicegovernador del Tibet, Mao Rubai, un climatòleg, va començar a descriure públicament la seva funció d'humidificació de l'aire de Lhasa.
L'inici de l'acció de conservació va venir d'un treballador mediambiental nord-americà, Chun-Wuei Su Chien, llavors responsable dels programes de la Xina per a l'organització internacional sense ànim de lucre, Future Generations. Aquesta organització havia estat fonamental en la creació d'un sistema de gestió basat en la comunitat per a l'aleshores primera reserva natural nacional del Tibet, Reserva Natural de Qomolangma. Chien es va acostar a l'alcalde de Lhasa. El municipi va fer una revisió amb visites d'estudi dirigides per Chien a projectes de conservació basats en la comunitat als Estats Units que desitjaven la protecció dels aiguamolls d'alçada en llocs com Aspen Colorado. Després el president de Future Generations, Daniel C. Taylor, va plantejar una planificació sistemàtica amb el govern de la ciutat.
La designació municipal preliminar es va produir el 25 de maig de 1995. La protecció formal va ser implementada pel govern de la regió autònoma del Tibet el 1999. I'estatus nacional el 25 de juliol de 2005. L'ordenança de gestió detallada va ser aprovada per la Novena Congrés Popular de la Regió Autònoma del Tibet el 30 de juliol de 2010.

## Gestió
La primera visió de l'alcalde de Lhasa i els consultors mediambientals nord-americans (Chien & Taylor) de Future Generations va ser que aquesta reserva se centraria en objectius educatius pels infants de Lhasa. A aquesta visió de preservació dels aiguamolls s'hi va afegir el desenvolupament de ''linkas'' per a ús públic de pícnic -un costum tibetà de llarga data i molt apreciat. A mesura que la designació de la reserva avançava pels processos polítics de designació de protecció regional i després nacional, s'afegia una nova carretera, i una tanca vertical tradicional per limitar l'accés al bestiar. Actualment i en un futur previsible, la gestió d'aquests aiguamolls està sota el lideratge del Departament de Ciència i Tecnologia del Tibet.
Des de l'ordenança formal de gestió d'agost de 2010, les 625 hectàrees de la reserva s'han subdividit en tres zones de gestió. Una zona central de 115 hectàrees està estrictament protegida; una zona tampó on es permet un ús limitat amb objectius educatius i experimentals comprèn 221 hectàrees; i una tercera àrea oberta a l'ús públic comprèn 339 hectàrees 